# (147735) 2005 NE
147735 (2005 NE) là một tiểu hành tinh vành đai chính được phát hiện ngày 2 tháng 7 năm 2005 bởi James Whitney Young ở Đài thiên văn Núi bàn gần Wrightwood, California.